# Să ne jucăm pe Strada Sesame
Să ne jucăm pe Strada Sesame (în engleză Play with Me Sesame) este un serial de televiziune pentru copii. În România a fost difuzat pe Minimax în 2009.